# Optekeningen over de riten
De Optekeningen over de riten (Liji) is een klassieke Chinese verzameling rituele en ceremoniële voorschriften. Het werk wordt gerekend tot de Confucianistische Klassieken en vormt samen met de Regels en riten en de Riten van Zhou een onderdeel van de Drie Riten, het rituele onderdeel van de Vijf Klassieken. In tegenstelling tot de beide andere werken is de inhoud van de Liji zeer divers, zowel naar inhoud als naar stijl. Het werk bevat, naast beschrijvingen van rituelen en filosofische verhandelingen, ook anekdotes over Confucius en zijn leerlingen.
Er bestaat volgens de tradities ook nog een verzameling van niet in de Liji opgenomen teksten, de fragmentarisch overgeleverde Optekeningen over de riten door Dai de Oudere (Da Dai Liji, 大戴禮記). Dit werk vormt echter geen onderdeel van de Confucianistische klassieken. Ter onderscheid met de Da Dai Liji wordt de huidige Liji ook wel Xiao Dai Liji, Optekeningen over de riten door Dai de Jongere genoemd.

## Ontstaan
Pas tijdens de zesde eeuw (na Chr.) ontstond binnen de confucianistische traditie een consensus over het ontstaan van de Liji. Aan het begin van de Han-dynastie zou door koning Xian van Hejian (155-129 v.Chr., ook bekend als Liu De (劉德), jongere broer van keizer Wudi) een werk in 131 hoofdstukken zijn overgedragen aan de keizerlijke bibliotheek. Dit (bamboe)manuscript werd daar door de hofbibliothecaris Liu Xiang opnieuw ontdekt en vervolgens door Dai De (戴德, 1e eeuw v.Chr.) bewerkt tot een 85 hoofdstukken tellend werk, de Da Dai Liji. Dit werd door zijn neef Dai Sheng (戴聖, 1e eeuw v.Chr.) verder ingekort tot de 46 hoofdstukken tellende Xiao Dai Liji. Toen Ma Rong (馬融, 79-166) hieraan later drie hoofdstukken toevoegde (waaronder de Yueji, 樂記 Optekeningen over de muziek) verkreeg de Liji het huidige aantal van 49 hoofdstukken. Het werk kreeg ten slotte zijn huidige vorm toen het door Zheng Xuan (鄭玄, 127-200) van een commentaar werd voorzien.
Uit oudere bronnen blijkt echter niets van de vondst van een 131 hoofdstukken tellend document. Mogelijk is dit een latere poging om de oorsprong van de Liji te verbinden met de vondst van andere teksten die waren geschreven in karakters uit de tijd van vóór de standaardisatie van het schrift door de Qin (de guwen, 'oude tekst' versies). De oudste mededeling dat Dai De de (Da Dai) Liji en zijn neef Dai Sheng de (Xiao Dai) Liji hebben samengesteld stamde van Zheng Xuan. Hoewel hij geldt als een betrouwbaar commentator van rituele handboeken, bleven er over dit bericht twijfels bestaan. Tijdens de 'Discussies in de Hal van de Witte Tijger' die in 79 na Chr. werden gehouden om de juiste versies van de Vijf Klassieken te bepalen, werden weliswaar hoofdstukken uit de Liji (en de Da Dai Liji) genoemd, maar werd niet vermeld dat ze afkomstig waren uit een bepaalde verzameling. Hoewel sommige van de hoofdstukken reeds zijn ontstaan in de tijd van de Strijdende Staten stamt de huidige samenstelling van de Liji pas uit de late Han-tijd. Volgens de Houhanshu, de officiële dynastieke geschiedenis van die periode had Cao Bao (曹褒, d. 102 na Chr.) een Liji overgeleverd die bestond uit 49 hoofdstukken.

## Inhoud
De inhoud is zeer divers van aard:

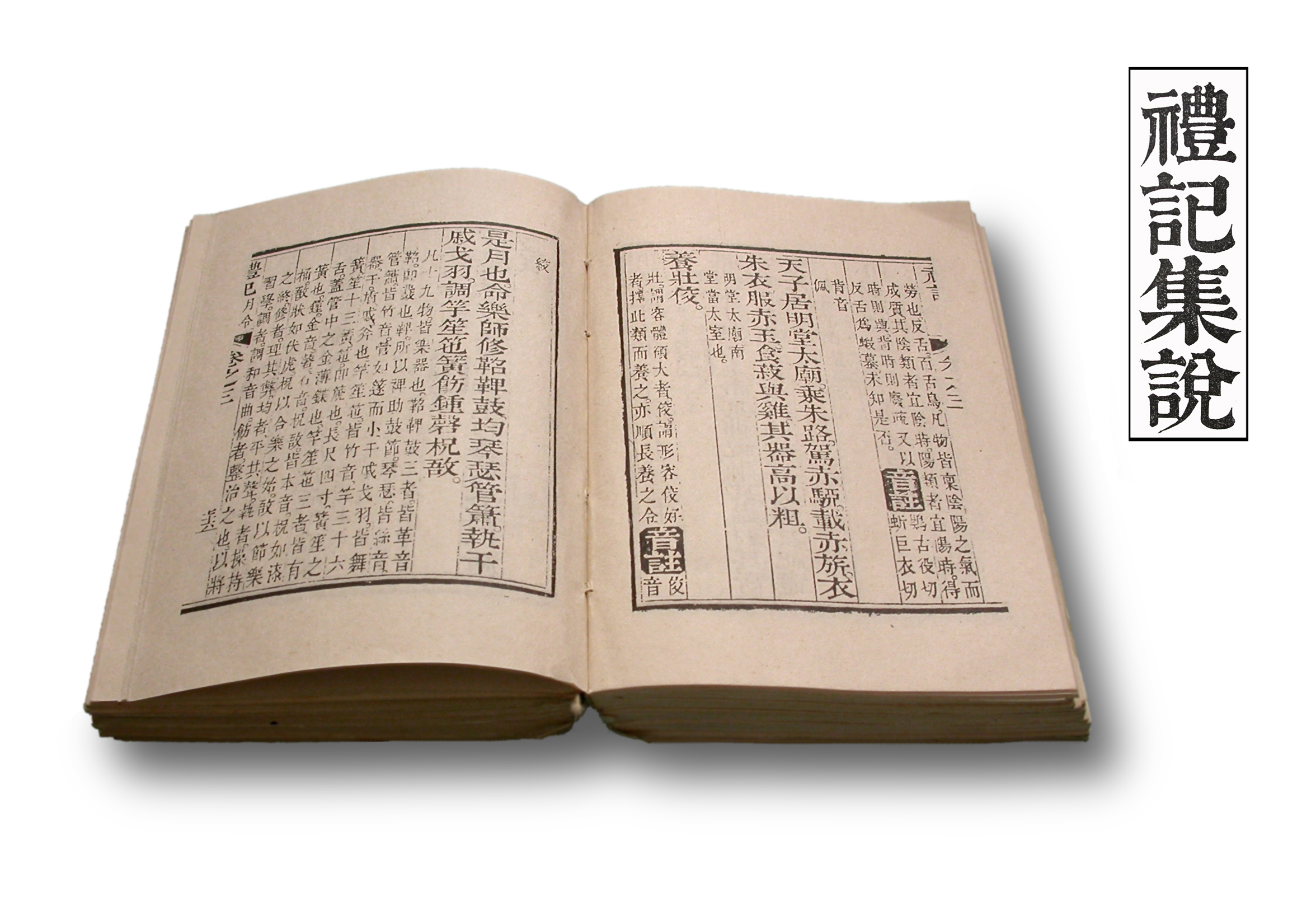
Liji, het Boek van de Riten

- Sommige hoofdstukken bestaan, net als de Yili, uit rituele voorschriften.
- In een aantal hoofdstukken worden begrippen uit andere rituele handboeken nader gedefinieerd.
- Veel hoofdstukken bevatten anekdotes over het leven, de familie of uitspraken van Confucius. Daaruit moest blijken dat hij gedurende zijn leven reeds een hoge status zou hebben gehad. Dit paste in de omzetting van de positie van Confucius van eerste leraar (xianshi 先師) naar grootste wijsgeer (zhisheng 至聖), zoals die gedurende de Westelijke Han-tijd plaatsvond.
- Een andere groep hoofdstukken is filosofisch van aard. Hiertoe behoren de 'Doctrine van het Midden' en de 'Grote Leer'. Deze hoofdstukken kregen in de 12e eeuw een eigen positie binnen de confucianistische canon toen zij door de neo-confucianistische geleerde Zhu Xi (1130-1200) uit de Liji werden gehaald en met de 'Gesprekken van Confucius' en 'De Mencius' werden samengebracht tot de Vier Boeken. Die fungeerden als een inleiding op het Confucianisme en zijn sindsdien door iedere Chinese ambtenaar en door vele generaties schoolkinderen uit het hoofd geleerd.
- Een hoofdstuk over muziek (Yueji) is volgens de traditie door Ma Rong toegevoegd aan de Liji en is mogelijk een verkorte versie van een verloren geraakt werk dat behoorde tot de Vijf Klassieken (in dat geval eigenlijk Zes Klassieken). Dit terugbrengen van zes naar vijf klassieken kan zijn gebeurd onder invloed van de leer van de Vijf Elementen, die gedurende de vroege Han-tijd steeds belangrijker werd.

Sommige onderdelen lijken afkomstig te zijn uit andere klassieke Chinese werken. Zo komen delen van de hoofdstukken Sannianwen (三年問, 'Vragen over de rouwperiode van drie jaar') en Yueji ('Optekeningen over muziek') uit de Xunzi en is de Yueling (月令 , 'Activiteiten van de regering tijdens de verschillende maanden') een variant op de Annalen van de maandelijkse inachtnemingen uit de Lüshi chunqiu (呂氏春秋, de 'Lente en Herfst Annalen van mijnheer Lü' en de Huainanzi (淮南子, de 'Meesters van Huainan').

## Lijst van hoofdstukken
| Nr. | Nr. | Titel                      | Vertaling                                                                               | Opmerkingen                                                                        |
| --- | --- | -------------------------- | --------------------------------------------------------------------------------------- | ---------------------------------------------------------------------------------- |
| 1   | 1   | Quli (曲禮) 上             | Samenvatting van gedragsregels                                                          | deel A (上)                                                                        |
|     | 2   | Quli (曲禮) 下             |                                                                                         | deel B (下)                                                                        |
| 2   | 3   | Tan Gong (檀弓) 上         | Tangong                                                                                 | deel A (上)                                                                        |
|     | 4   | Tan Gong (檀弓 下          |                                                                                         | deel B (下)                                                                        |
| 3   | 5   | Wangzhi (王制)             | Koninklijke regels                                                                      |                                                                                    |
| 4   | 6   | Yueling (月令)             | Handelingen door de regering in de verschillende maanden                                | Verhandeling over de kalender. Zou zijn samengesteld door Zou Yan (305-240 v.Chr.) |
| 5   | 7   | Zengzi (曾子問)            | De vragen van Zengzi                                                                    |                                                                                    |
| 6   | 8   | Wenwang (文王世子)         | Koning Wen, de kroonprins                                                               |                                                                                    |
| 7   | 9   | Liyun (禮運)               | De overdracht van de riten                                                              |                                                                                    |
| 8   | 10  | Liqi (禮器)                | Hulpmiddelen bij riten                                                                  |                                                                                    |
| 9   | 11  | Jiaotesheng (郊特牲)       | Het grote offer aan de grens                                                            |                                                                                    |
| 10  | 12  | Neize (內則)               | De vorm van de familie                                                                  |                                                                                    |
| 11  | 13  | Yuzao (玉藻)               | Kleding en (hoofd)kappen gedragen door heersers                                         |                                                                                    |
| 12  | 14  | Mingtang Wei (明堂位)      | De Hal van het Onderscheid                                                              |                                                                                    |
| 13  | 15  | Sangfu Xiaoji (喪服小記)   | Kleine optekeningen over rouwkleding                                                    |                                                                                    |
| 14  | 16  | Dazhuan (大傳)             | De Grote Verhandeling                                                                   |                                                                                    |
| 15  | 17  | Shaoyi (少儀)              | Secundaire gedragsregels                                                                |                                                                                    |
| 16  | 18  | Xueji (學記)               | Optekening over studie                                                                  |                                                                                    |
| 17  | 19  | Yueji (樂記)               | Optekening over muziek                                                                  |                                                                                    |
| 18  | 20  | Zaji (雜記) 上             | Diverse optekeningen                                                                    | deel A (上)                                                                        |
|     | 21  | Zaji (雜記) 下             |                                                                                         | deel B (下)                                                                        |
| 19  | 22  | Sang Daji (喪大記)         | Grote optekening van de rouwrituelen                                                    | inclusief Sangfu Daji (喪服大記) Grote optekening van de rouwkleding               |
| 20  | 23  | Jifa (祭法)                | Wetten voor offers                                                                      |                                                                                    |
| 21  | 24  | Jiyi (祭義)                | De betekenis van de offers                                                              |                                                                                    |
| 22  | 25  | Jitong (祭統)              | Kort verslag van de offers                                                              |                                                                                    |
| 23  | 26  | Jingjie (經解)             | Uitleg van de Klassieken                                                                |                                                                                    |
| 24  | 27  | Aigong Wen (哀公問)        | De vragen van Hertog Ai                                                                 |                                                                                    |
| 25  | 28  | Zhongni Yanju (仲尼燕居)   | Confucius thuis op zijn gemak                                                           |                                                                                    |
| 26  | 29  | Kongzi Xianju (孔子閒居)   | Confucius' ontspannen thuis                                                             |                                                                                    |
| 27  | 30  | Fangji (坊記)              | Optekening over dijken                                                                  |                                                                                    |
| 28  | 31  | Zhongyong (中庸)           | Doctrine van het Midden                                                                 | Behoort tot de Vier Boeken                                                         |
| 29  | 32  | Biaoji (表記)              | De optekening over een voorbeeld                                                        |                                                                                    |
| 30  | 33  | Ziyi (緇衣)                | Zwarte kleding                                                                          |                                                                                    |
| 31  | 34  | Bensang (奔喪)             | Zich haastend naar de rouwrituelen                                                      |                                                                                    |
| 32  | 35  | Wensang (問喪)             | Vragen over de rouwrituelen                                                             |                                                                                    |
| 33  | 36  | Fuwen (服問)               | Onderwerpen voor vragen over de rouwrituelen                                            |                                                                                    |
| 34  | 37  | Jianzhuan (間傳)           | Verhandeling over secundaire punten bij de rouwgewoonten                                |                                                                                    |
| 25  | 38  | Sannianwen (三年問)        | Vragen over de rouwperiode van drie jaar                                                |                                                                                    |
| 36  | 39  | Shenyi (深衣)              | Het lange kledingstuk uit één geheel                                                    |                                                                                    |
| 37  | 40  | Touhu (投壺)               | Het spel van het gooien van pijlen in een vaas                                          | Pitch-Pot                                                                          |
| 38  | 41  | Ruxing (儒行)              | Het gedrag van de geleerde                                                              |                                                                                    |
| 39  | 42  | Daxue (大學)               | Grote Leer                                                                              | Behoort tot de Vier Boeken                                                         |
| 40  | 43  | Guanyi (冠義)              | De betekenis van de kapceremonie                                                        |                                                                                    |
| 41  | 44  | Hunyi (義 of 昏婚）)       | De betekenis van de huwelijksceremonie                                                  |                                                                                    |
| 42  | 45  | Xiang Yinjiu Yi (鄉飲酒義) | De betekenis van het drinkfeest in de districten                                        |                                                                                    |
| 43  | 46  | Sheyi (射義)               | De betekenis van de ceremonie van het boogschieten                                      |                                                                                    |
| 44  | 49  | Yanyi (燕義)               | De betekenis van het banket                                                             |                                                                                    |
| 45  | 48  | Pingyi (聘義)              | De betekenis van de uitwisseling van diplomatieke missies tussen de verschillende hoven |                                                                                    |
| 46  | 49  | Sangfu Sizhi (喪服四制)    | De vier principes die ten grondslag liggen aan de rouwkleding                           |                                                                                    |

## Vertalingen
Er zijn diverse vertalingen in westerse talen:
- Legge, James, 'The Lî Kî (The Book of Rites)', 2 delen, in: Sacred Books of the East, deel xxvii (1-10) en xxviii (11-46), Oxford (At the Clarendon Press) 1885.

herdruk onder de titel: Li Chi. Book of Rites. An Encyclopedia of Ancient Ceremonial Usages, Religious Creeds, and Social Institutions. Translated [from the Chinese by] James Legge, samengesteld en voorzien van een inleiding door Ch'u Chai en Winberg Chai, New Hyde Park, N.Y. (University Books), 1967, 2 delen.
- Wilhelm, Richard, Li Gi. Das Buch der Sitte des älteren und jüngeren Dai. Aufzeichnungen über Kultur und Religion des alten China (aus dem Chinesischen verdeutscht und erläutert von Richard Wilhelm), Jena (Diederichs) 1930.

Herdrukt 1960, 1972, 1981, 1994 (ISBN 3-424-00691-2)
- Couvreur, Séraphin, Li Ki ou Mémoires sur les bienséances et les cééremonies. Texte Chinois avec une double traduction en français et en latin, Ho Kien Fou (Mission catholique) 1899, 2 delen.

tweede editie 1913, herdruk: Parijs (Cathasia) 1950 (reeks: Les humanités d'extrême-orient), 2 delen.